# Mikroregion Chlum
Mikroregion Chlum je dobrovolný svazek obcí v okresu Mladá Boleslav. Jeho cílem je rozvoj mikroregionu, životního prostředí a cestovního ruchu. Sídlí v Dobrovici a sdružuje celkem 7 obcí. Byl založen v roce 2001.

## Obce sdružené v mikroregionu
- Dobrovice
- Němčice
- Nepřevázka
- Vinařice
- Chudíř
- Kosořice
- Charvatce